# 8886 Elaeagnus
8886 Elaeagnus (1994 EG6) là một tiểu hành tinh vành đai chính được phát hiện ngày 9 tháng 3 năm 1994 bởi E. W. Elst ở Caussols.